# Afralexia
Afralexia es un género de coleópteros polífagos. Es originario de África.

## Géneros
Contiene las siguientes especies:
- Afralexia nigra Strohecker, 1967
- Afralexia rufa Strohecker, 1967